# Biophysical Journal
Biophysical Journal è una rivista accademica edita da Cell Press (Elsevier) per conto della Biophysical Society (Società de Biofisa USA ). La rivista è stata fondata nel 1960 per fornire un forum per la ricerca da parte di membri e non membri della Società, pur mantenendo rigorosi standard di revisione e pubblicazione. Il Journal pubblica articoli di importanza biofisica per un'ampia comunità di biologi quantitativi all'interno di varie sotto-specialità.
Biophysical Journal è attualmente pubblicato bisettimanale, per un totale di 24 numeri all'anno, con numeri speciali dedicati ad argomenti specifici. Inoltre, viene pubblicato un "numero degli abstract" supplementare, contenente gli abstract delle presentazioni al incontro annuale della Biophysical Society. La redattore principale è Jane Dyson. Dr. Dyson, i redattori associati e i membri del comitato editoriale sono scienziati attivi e membri della società di tutto il mondo. Attraverso articoli originali, lettere e prospettive sui problemi della biofisica moderna, Biophysical Journal fornisce un forum per la ricerca che chiarisce importanti meccanismi biologici, chimici o fisici e fornisce una visione quantitativa dei problemi fondamentali a livello molecolare, cellulare, dei sistemi e dell'intero organismo. livelli. Gli articoli di ricerca si concentrano su studi sperimentali che impiegano approcci fisici quantitativi per lo studio dei sistemi biologici.